# 1846
Portal Geschichte | Portal Biografien | Aktuelle Ereignisse | Jahreskalender | Tagesartikel

◄ |
18. Jahrhundert |
19. Jahrhundert
| 20. Jahrhundert | ►

◄ |
1810er |
1820er |
1830er |
1840er
| 1850er | 1860er | 1870er | ►

◄◄ |
◄ |
1842 |
1843 |
1844 |
1845 |
1846
| 1847 | 1848 | 1849 | 1850 | ► | ►►
Staatsoberhäupter · Wahlen · Nekrolog  · Literaturjahr · Musikjahr
| Januar | Januar | Januar | Januar | Januar | Januar | Januar | Januar |
| Kw     | Mo     | Di     | Mi     | Do     | Fr     | Sa     | So     |
| ------ | ------ | ------ | ------ | ------ | ------ | ------ | ------ |
| 1      |        |        |        | 1      | 2      | 3      | 4      |
| 2      | 5      | 6      | 7      | 8      | 9      | 10     | 11     |
| 3      | 12     | 13     | 14     | 15     | 16     | 17     | 18     |
| 4      | 19     | 20     | 21     | 22     | 23     | 24     | 25     |
| 5      | 26     | 27     | 28     | 29     | 30     | 31     |        |

| Februar | Februar | Februar | Februar | Februar | Februar | Februar | Februar |
| Kw      | Mo      | Di      | Mi      | Do      | Fr      | Sa      | So      |
| ------- | ------- | ------- | ------- | ------- | ------- | ------- | ------- |
| 5       |         |         |         |         |         |         | 1       |
| 6       | 2       | 3       | 4       | 5       | 6       | 7       | 8       |
| 7       | 9       | 10      | 11      | 12      | 13      | 14      | 15      |
| 8       | 16      | 17      | 18      | 19      | 20      | 21      | 22      |
| 9       | 23      | 24      | 25      | 26      | 27      | 28      |         |

| März | März | März | März | März | März | März | März |
| Kw   | Mo   | Di   | Mi   | Do   | Fr   | Sa   | So   |
| ---- | ---- | ---- | ---- | ---- | ---- | ---- | ---- |
| 9    |      |      |      |      |      |      | 1    |
| 10   | 2    | 3    | 4    | 5    | 6    | 7    | 8    |
| 11   | 9    | 10   | 11   | 12   | 13   | 14   | 15   |
| 12   | 16   | 17   | 18   | 19   | 20   | 21   | 22   |
| 13   | 23   | 24   | 25   | 26   | 27   | 28   | 29   |
| 14   | 30   | 31   |      |      |      |      |      |

| April | April | April | April | April | April | April | April |
| Kw    | Mo    | Di    | Mi    | Do    | Fr    | Sa    | So    |
| ----- | ----- | ----- | ----- | ----- | ----- | ----- | ----- |
| 14    |       |       | 1     | 2     | 3     | 4     | 5     |
| 15    | 6     | 7     | 8     | 9     | 10    | 11    | 12    |
| 16    | 13    | 14    | 15    | 16    | 17    | 18    | 19    |
| 17    | 20    | 21    | 22    | 23    | 24    | 25    | 26    |
| 18    | 27    | 28    | 29    | 30    |       |       |       |

| Mai | Mai | Mai | Mai | Mai | Mai | Mai | Mai |
| Kw  | Mo  | Di  | Mi  | Do  | Fr  | Sa  | So  |
| --- | --- | --- | --- | --- | --- | --- | --- |
| 18  |     |     |     |     | 1   | 2   | 3   |
| 19  | 4   | 5   | 6   | 7   | 8   | 9   | 10  |
| 20  | 11  | 12  | 13  | 14  | 15  | 16  | 17  |
| 21  | 18  | 19  | 20  | 21  | 22  | 23  | 24  |
| 22  | 25  | 26  | 27  | 28  | 29  | 30  | 31  |

| Juni | Juni | Juni | Juni | Juni | Juni | Juni | Juni |
| Kw   | Mo   | Di   | Mi   | Do   | Fr   | Sa   | So   |
| ---- | ---- | ---- | ---- | ---- | ---- | ---- | ---- |
| 23   | 1    | 2    | 3    | 4    | 5    | 6    | 7    |
| 24   | 8    | 9    | 10   | 11   | 12   | 13   | 14   |
| 25   | 15   | 16   | 17   | 18   | 19   | 20   | 21   |
| 26   | 22   | 23   | 24   | 25   | 26   | 27   | 28   |
| 27   | 29   | 30   |      |      |      |      |      |

| Juli | Juli | Juli | Juli | Juli | Juli | Juli | Juli |
| Kw   | Mo   | Di   | Mi   | Do   | Fr   | Sa   | So   |
| ---- | ---- | ---- | ---- | ---- | ---- | ---- | ---- |
| 27   |      |      | 1    | 2    | 3    | 4    | 5    |
| 28   | 6    | 7    | 8    | 9    | 10   | 11   | 12   |
| 29   | 13   | 14   | 15   | 16   | 17   | 18   | 19   |
| 30   | 20   | 21   | 22   | 23   | 24   | 25   | 26   |
| 31   | 27   | 28   | 29   | 30   | 31   |      |      |

| August | August | August | August | August | August | August | August |
| Kw     | Mo     | Di     | Mi     | Do     | Fr     | Sa     | So     |
| ------ | ------ | ------ | ------ | ------ | ------ | ------ | ------ |
| 31     |        |        |        |        |        | 1      | 2      |
| 32     | 3      | 4      | 5      | 6      | 7      | 8      | 9      |
| 33     | 10     | 11     | 12     | 13     | 14     | 15     | 16     |
| 34     | 17     | 18     | 19     | 20     | 21     | 22     | 23     |
| 35     | 24     | 25     | 26     | 27     | 28     | 29     | 30     |
| 36     | 31     |        |        |        |        |        |        |

| September | September | September | September | September | September | September | September |
| Kw        | Mo        | Di        | Mi        | Do        | Fr        | Sa        | So        |
| --------- | --------- | --------- | --------- | --------- | --------- | --------- | --------- |
| 36        |           | 1         | 2         | 3         | 4         | 5         | 6         |
| 37        | 7         | 8         | 9         | 10        | 11        | 12        | 13        |
| 38        | 14        | 15        | 16        | 17        | 18        | 19        | 20        |
| 39        | 21        | 22        | 23        | 24        | 25        | 26        | 27        |
| 40        | 28        | 29        | 30        |           |           |           |           |

| Oktober | Oktober | Oktober | Oktober | Oktober | Oktober | Oktober | Oktober |
| Kw      | Mo      | Di      | Mi      | Do      | Fr      | Sa      | So      |
| ------- | ------- | ------- | ------- | ------- | ------- | ------- | ------- |
| 40      |         |         |         | 1       | 2       | 3       | 4       |
| 41      | 5       | 6       | 7       | 8       | 9       | 10      | 11      |
| 42      | 12      | 13      | 14      | 15      | 16      | 17      | 18      |
| 43      | 19      | 20      | 21      | 22      | 23      | 24      | 25      |
| 44      | 26      | 27      | 28      | 29      | 30      | 31      |         |

| November | November | November | November | November | November | November | November |
| Kw       | Mo       | Di       | Mi       | Do       | Fr       | Sa       | So       |
| -------- | -------- | -------- | -------- | -------- | -------- | -------- | -------- |
| 44       |          |          |          |          |          |          | 1        |
| 45       | 2        | 3        | 4        | 5        | 6        | 7        | 8        |
| 46       | 9        | 10       | 11       | 12       | 13       | 14       | 15       |
| 47       | 16       | 17       | 18       | 19       | 20       | 21       | 22       |
| 48       | 23       | 24       | 25       | 26       | 27       | 28       | 29       |
| 49       | 30       |          |          |          |          |          |          |

| Dezember | Dezember | Dezember | Dezember | Dezember | Dezember | Dezember | Dezember |
| Kw       | Mo       | Di       | Mi       | Do       | Fr       | Sa       | So       |
| -------- | -------- | -------- | -------- | -------- | -------- | -------- | -------- |
| 49       |          | 1        | 2        | 3        | 4        | 5        | 6        |
| 50       | 7        | 8        | 9        | 10       | 11       | 12       | 13       |
| 51       | 14       | 15       | 16       | 17       | 18       | 19       | 20       |
| 52       | 21       | 22       | 23       | 24       | 25       | 26       | 27       |
| 53       | 28       | 29       | 30       | 31       |          |          |          |

| Januar | Januar | Januar | Januar | Januar | Januar | Januar | Januar |
| Kw     | Mo     | Di     | Mi     | Do     | Fr     | Sa     | So     |
| ------ | ------ | ------ | ------ | ------ | ------ | ------ | ------ |
| 1      |        |        |        | 1      | 2      | 3      | 4      |
| 2      | 5      | 6      | 7      | 8      | 9      | 10     | 11     |
| 3      | 12     | 13     | 14     | 15     | 16     | 17     | 18     |
| 4      | 19     | 20     | 21     | 22     | 23     | 24     | 25     |
| 5      | 26     | 27     | 28     | 29     | 30     | 31     |        |

| Februar | Februar | Februar | Februar | Februar | Februar | Februar | Februar |
| Kw      | Mo      | Di      | Mi      | Do      | Fr      | Sa      | So      |
| ------- | ------- | ------- | ------- | ------- | ------- | ------- | ------- |
| 5       |         |         |         |         |         |         | 1       |
| 6       | 2       | 3       | 4       | 5       | 6       | 7       | 8       |
| 7       | 9       | 10      | 11      | 12      | 13      | 14      | 15      |
| 8       | 16      | 17      | 18      | 19      | 20      | 21      | 22      |
| 9       | 23      | 24      | 25      | 26      | 27      | 28      |         |

| März | März | März | März | März | März | März | März |
| Kw   | Mo   | Di   | Mi   | Do   | Fr   | Sa   | So   |
| ---- | ---- | ---- | ---- | ---- | ---- | ---- | ---- |
| 9    |      |      |      |      |      |      | 1    |
| 10   | 2    | 3    | 4    | 5    | 6    | 7    | 8    |
| 11   | 9    | 10   | 11   | 12   | 13   | 14   | 15   |
| 12   | 16   | 17   | 18   | 19   | 20   | 21   | 22   |
| 13   | 23   | 24   | 25   | 26   | 27   | 28   | 29   |
| 14   | 30   | 31   |      |      |      |      |      |

| April | April | April | April | April | April | April | April |
| Kw    | Mo    | Di    | Mi    | Do    | Fr    | Sa    | So    |
| ----- | ----- | ----- | ----- | ----- | ----- | ----- | ----- |
| 14    |       |       | 1     | 2     | 3     | 4     | 5     |
| 15    | 6     | 7     | 8     | 9     | 10    | 11    | 12    |
| 16    | 13    | 14    | 15    | 16    | 17    | 18    | 19    |
| 17    | 20    | 21    | 22    | 23    | 24    | 25    | 26    |
| 18    | 27    | 28    | 29    | 30    |       |       |       |

| Mai | Mai | Mai | Mai | Mai | Mai | Mai | Mai |
| Kw  | Mo  | Di  | Mi  | Do  | Fr  | Sa  | So  |
| --- | --- | --- | --- | --- | --- | --- | --- |
| 18  |     |     |     |     | 1   | 2   | 3   |
| 19  | 4   | 5   | 6   | 7   | 8   | 9   | 10  |
| 20  | 11  | 12  | 13  | 14  | 15  | 16  | 17  |
| 21  | 18  | 19  | 20  | 21  | 22  | 23  | 24  |
| 22  | 25  | 26  | 27  | 28  | 29  | 30  | 31  |

| Juni | Juni | Juni | Juni | Juni | Juni | Juni | Juni |
| Kw   | Mo   | Di   | Mi   | Do   | Fr   | Sa   | So   |
| ---- | ---- | ---- | ---- | ---- | ---- | ---- | ---- |
| 23   | 1    | 2    | 3    | 4    | 5    | 6    | 7    |
| 24   | 8    | 9    | 10   | 11   | 12   | 13   | 14   |
| 25   | 15   | 16   | 17   | 18   | 19   | 20   | 21   |
| 26   | 22   | 23   | 24   | 25   | 26   | 27   | 28   |
| 27   | 29   | 30   |      |      |      |      |      |

| Juli | Juli | Juli | Juli | Juli | Juli | Juli | Juli |
| Kw   | Mo   | Di   | Mi   | Do   | Fr   | Sa   | So   |
| ---- | ---- | ---- | ---- | ---- | ---- | ---- | ---- |
| 27   |      |      | 1    | 2    | 3    | 4    | 5    |
| 28   | 6    | 7    | 8    | 9    | 10   | 11   | 12   |
| 29   | 13   | 14   | 15   | 16   | 17   | 18   | 19   |
| 30   | 20   | 21   | 22   | 23   | 24   | 25   | 26   |
| 31   | 27   | 28   | 29   | 30   | 31   |      |      |

| August | August | August | August | August | August | August | August |
| Kw     | Mo     | Di     | Mi     | Do     | Fr     | Sa     | So     |
| ------ | ------ | ------ | ------ | ------ | ------ | ------ | ------ |
| 31     |        |        |        |        |        | 1      | 2      |
| 32     | 3      | 4      | 5      | 6      | 7      | 8      | 9      |
| 33     | 10     | 11     | 12     | 13     | 14     | 15     | 16     |
| 34     | 17     | 18     | 19     | 20     | 21     | 22     | 23     |
| 35     | 24     | 25     | 26     | 27     | 28     | 29     | 30     |
| 36     | 31     |        |        |        |        |        |        |

| September | September | September | September | September | September | September | September |
| Kw        | Mo        | Di        | Mi        | Do        | Fr        | Sa        | So        |
| --------- | --------- | --------- | --------- | --------- | --------- | --------- | --------- |
| 36        |           | 1         | 2         | 3         | 4         | 5         | 6         |
| 37        | 7         | 8         | 9         | 10        | 11        | 12        | 13        |
| 38        | 14        | 15        | 16        | 17        | 18        | 19        | 20        |
| 39        | 21        | 22        | 23        | 24        | 25        | 26        | 27        |
| 40        | 28        | 29        | 30        |           |           |           |           |

| Oktober | Oktober | Oktober | Oktober | Oktober | Oktober | Oktober | Oktober |
| Kw      | Mo      | Di      | Mi      | Do      | Fr      | Sa      | So      |
| ------- | ------- | ------- | ------- | ------- | ------- | ------- | ------- |
| 40      |         |         |         | 1       | 2       | 3       | 4       |
| 41      | 5       | 6       | 7       | 8       | 9       | 10      | 11      |
| 42      | 12      | 13      | 14      | 15      | 16      | 17      | 18      |
| 43      | 19      | 20      | 21      | 22      | 23      | 24      | 25      |
| 44      | 26      | 27      | 28      | 29      | 30      | 31      |         |

| November | November | November | November | November | November | November | November |
| Kw       | Mo       | Di       | Mi       | Do       | Fr       | Sa       | So       |
| -------- | -------- | -------- | -------- | -------- | -------- | -------- | -------- |
| 44       |          |          |          |          |          |          | 1        |
| 45       | 2        | 3        | 4        | 5        | 6        | 7        | 8        |
| 46       | 9        | 10       | 11       | 12       | 13       | 14       | 15       |
| 47       | 16       | 17       | 18       | 19       | 20       | 21       | 22       |
| 48       | 23       | 24       | 25       | 26       | 27       | 28       | 29       |
| 49       | 30       |          |          |          |          |          |          |

| Dezember | Dezember | Dezember | Dezember | Dezember | Dezember | Dezember | Dezember |
| Kw       | Mo       | Di       | Mi       | Do       | Fr       | Sa       | So       |
| -------- | -------- | -------- | -------- | -------- | -------- | -------- | -------- |
| 49       |          | 1        | 2        | 3        | 4        | 5        | 6        |
| 50       | 7        | 8        | 9        | 10       | 11       | 12       | 13       |
| 51       | 14       | 15       | 16       | 17       | 18       | 19       | 20       |
| 52       | 21       | 22       | 23       | 24       | 25       | 26       | 27       |
| 53       | 28       | 29       | 30       | 31       |          |          |          |

## Ereignisse

### Politik und Weltgeschehen

#### Asien

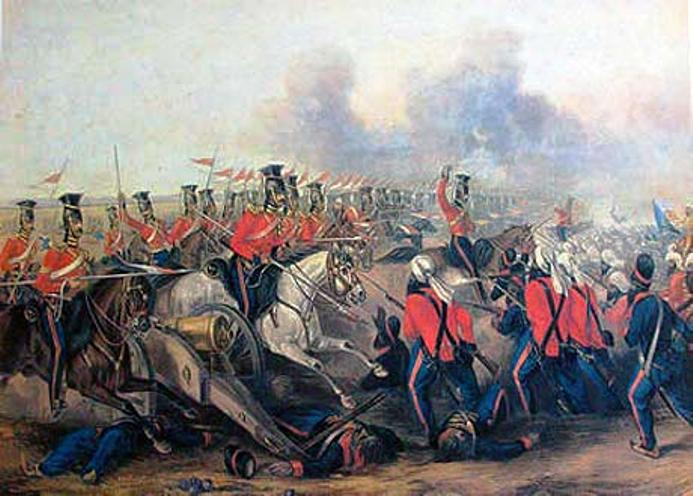
Kavallerieangriff der Briten in der Schlacht von Aliwal

- 28. Januar: Während des Ersten Sikh-Krieges findet die Schlacht von Aliwal statt.
- 10. Februar: Mit der Schlacht von Sobraon endet in Indien der Erste Sikh-Krieg. Britische Truppen besiegen in der Schlacht die Einheiten der Sikh-Armee des Staates Punjab.
- 10. März: Nach dem Tod seines Vaters wird Kaiser Kōmei neuer Herrscher von Japan.
- 11. März: Im Vertrag von Amritsar übertragen die Briten Kaschmir an Gulab Singh als selbständiges Fürstentum gegen eine Zahlung von 750.000 Pfund Sterling, während der Fürst gleichzeitig in ein Vasallenverhältnis zur britischen Krone eintritt und jährliche Abgaben zu leisten hat.
- 15. September: In einem blutigen Putsch erobert der pro-britische Offizier Jang Bahadur Rana in Nepal die Macht. Seine Familie hat nun über 100 Jahre das Amt des Ministerpräsidenten inne.

#### Republik Krakau
- Januar: Der Polnische Aufstand in der preußischen Provinz Posen scheitert bereits in der Planung, weil die Pläne an die preußische Polizei verraten werden.

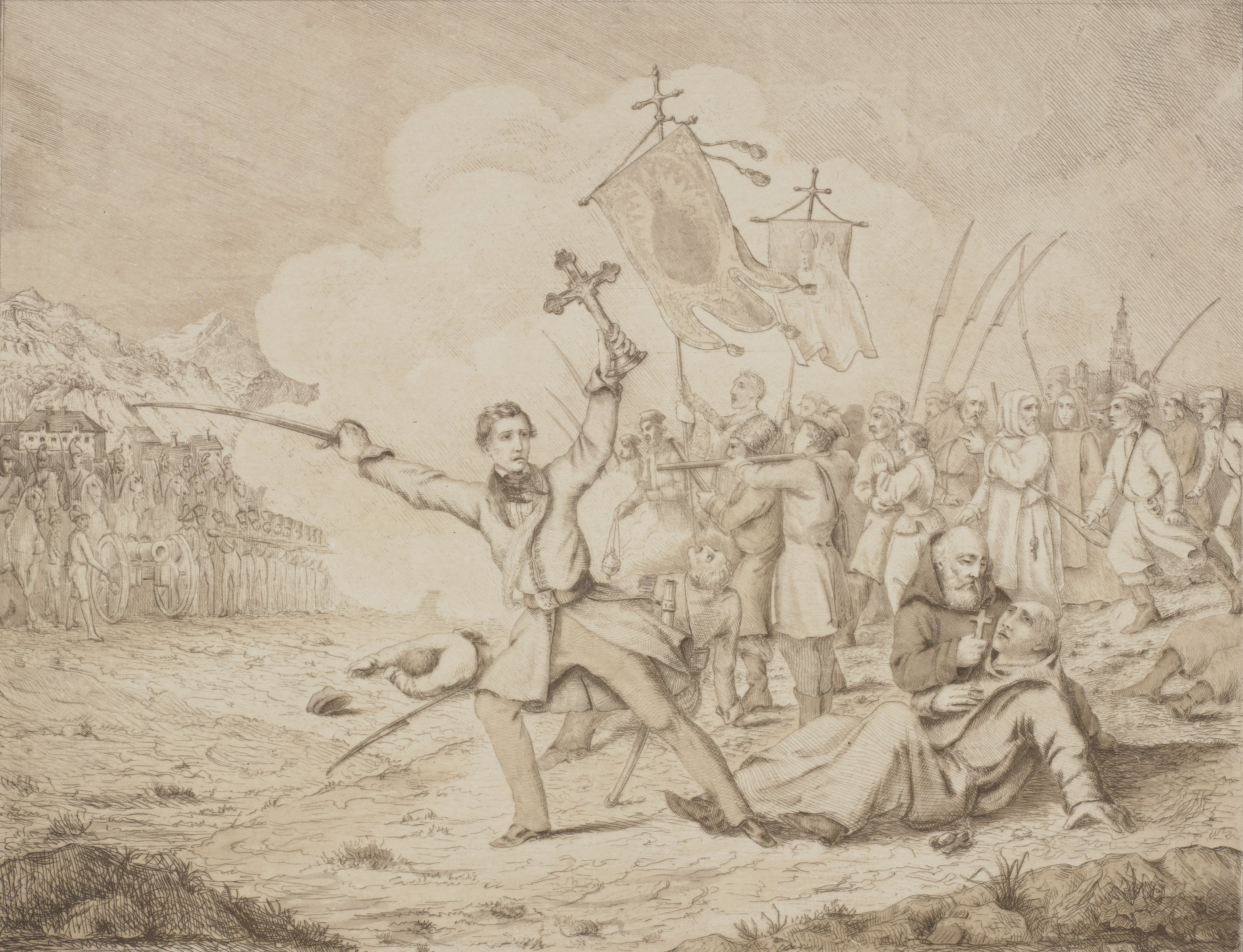
Edward Dembowski während des Aufstandes, zeitgenössische Darstellung

- 18. Februar: In der Republik Krakau findet ein Aufstand statt, der auf Selbstverwaltung ihrer Angelegenheiten gerichtet ist. Die österreichische Armee schlägt das Aufbegehren der Polen nieder.
- 6. November: Die Republik Krakau wird in einem Vertrag der polnischen Schutzmächte Russland, Preußen und Österreich aufgelöst und ihr Territorium dem österreichischen Besitztum Galizien zugeschlagen.
- 16. November: Die Republik Krakau wird als Großherzogtum Krakau vom Kaisertum Österreich annektiert.

#### Portugal

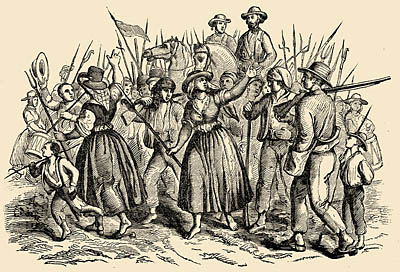
Der Aufstand der Maria da Fonte

- 20. Mai: Durch den Aufstand von Maria da Fonte gezwungen, entlässt die portugiesische Königin Maria II. ihren diktatorisch regierenden Ministerpräsidenten, den Markgrafen von Tomar und ersetzt ihn durch den liberalen Herzog von Palmela.
- 6. Oktober: Portugal, Königin Maria II. entlässt handstreichartig ihren liberalen Ministerpräsidenten, den Herzog von Palmela und ersetzt ihn durch den konservativen Herzog von Saldanha. Die Folge ist ein bis 1847 andauernder Bürgerkrieg.

#### Frankreich/Spanien
- 16. April: Der frühere Forstwärter Pierre Lecomte verübt mit einer Doppelflinte ein Attentat auf Frankreichs Bürgerkönig Ludwig Philipp I. beim Schloss Fontainebleau. Die in einer Kutsche heimkehrende königliche Familie bleibt unverletzt. Der Attentäter wird am 8. Juni hingerichtet.
- Am 29. Juli richtet der Stahlwarenfabrikant H. Henry zwei Schüsse aus einer Pistole auf den im Garten der Tuilerien angetroffenen König, die ihr Ziel verfehlen.
- 10. Oktober: In Spanien wird eine Doppelhochzeit gefeiert: Königin Isabella II. heiratet ihren Cousin Francisco de Asís de Borbón. Ihre Schwester Maria Luisa geht mit dem Herzog von Montpensier und Sohn des französischen Bürgerkönigs Louis-Philippe, Antoine d’Orléans, duc de Montpensier, die Ehe ein.

#### Weitere Ereignisse in Europa
- 8. Juli: Der „offene Brief“ des Dänenkönigs Christian VIII. mit der Feststellung, Schleswig und Lauenburg gehörten zur Krone Dänemarks, löst unter den Einwohnern in Holstein eine Welle der Empörung aus.
- 13. Juli: Hochzeit von König Karl I. und Olga von Württemberg
- 30. Juni: Bayern neue offizielle Schreibweise statt bisher „Baiern“.
- Premierminister Robert Peel schafft auf Drängen der Manchesterliberalen die Corn Laws ab; die konservative Fraktion wird gespalten.
- 30. November: Im Kaisertum Österreich wird der Judeneid, den Juden in Rechtsstreitigkeiten mit Nichtjuden in einer von christlicher Seite vorgeschriebenen, häufig diskriminierenden Form zu leisten hatten, abgeschafft.

#### Mexikanisch-Amerikanischer Krieg und kalifornische Unabhängigkeitsbewegung
- 13. Januar: US-Präsident James Knox Polk befiehlt General Zachary Taylor zum wiederholten Mal, näher an den Rio Grande heranzurücken. Taylor verzögert allerdings den Abmarsch und erreicht den Rio Grande erst am 28. März. Der mexikanische General Pedro de Ampudia verlangt, dass Taylor sich auf den Nueces River zurückziehen solle. Taylor lehnt ab und beginnt, gegenüber von Matamoros ein Fort zu errichten und den Rio Grande abzuriegeln.

Karte des Kriegsgebiets im Mexikanisch-Amerikanischen Krieg

- 25. April: Mexikanische Truppen überqueren den Rio Grande und besiegen zwei amerikanische Dragonerkompanien.
- 3. bis 9. Mai: Die Belagerung von Fort Texas durch mexikanische Truppen endet nach dem Eintreffen von Entsatzeinheiten mit dem Abzug der Belagerer.
- 8. Mai: In der Schlacht von Palo Alto im Mexikanisch-Amerikanischen Krieg besiegt nördlich des Rio Grande die US-Armee unter General Zachary Taylor die mexikanische Streitmacht.
- 13. Mai: Die Vereinigten Staaten erklären Mexiko den Krieg, nachdem die erste Schlacht bei Palo Alto schon vorüber ist.

John C. Frémont setzt die US-Flagge in den Rocky Mountains

- 14. Juni: John Charles Fremont, der Leiter einer US-Expedition, deklariert die Unabhängigkeit Kaliforniens von Mexiko.
- 14. Juni: 33 US-amerikanische Siedler gründen in Unkenntnis des Mexikanisch-Amerikanischen Krieges in Sonoma die Republik Kalifornien. Der als Bear-Flag-Revolte bezeichnete Aufstand hat seinen Namen von der geplanten Nationalflagge. Der Staat wird kurze Zeit später von den Vereinigten Staaten annektiert.
- 7. Juli: Eine US-amerikanische Fregatte läuft zur Unterstützung der kalifornischen Unabhängigkeitsbewegung in Monterey ein.

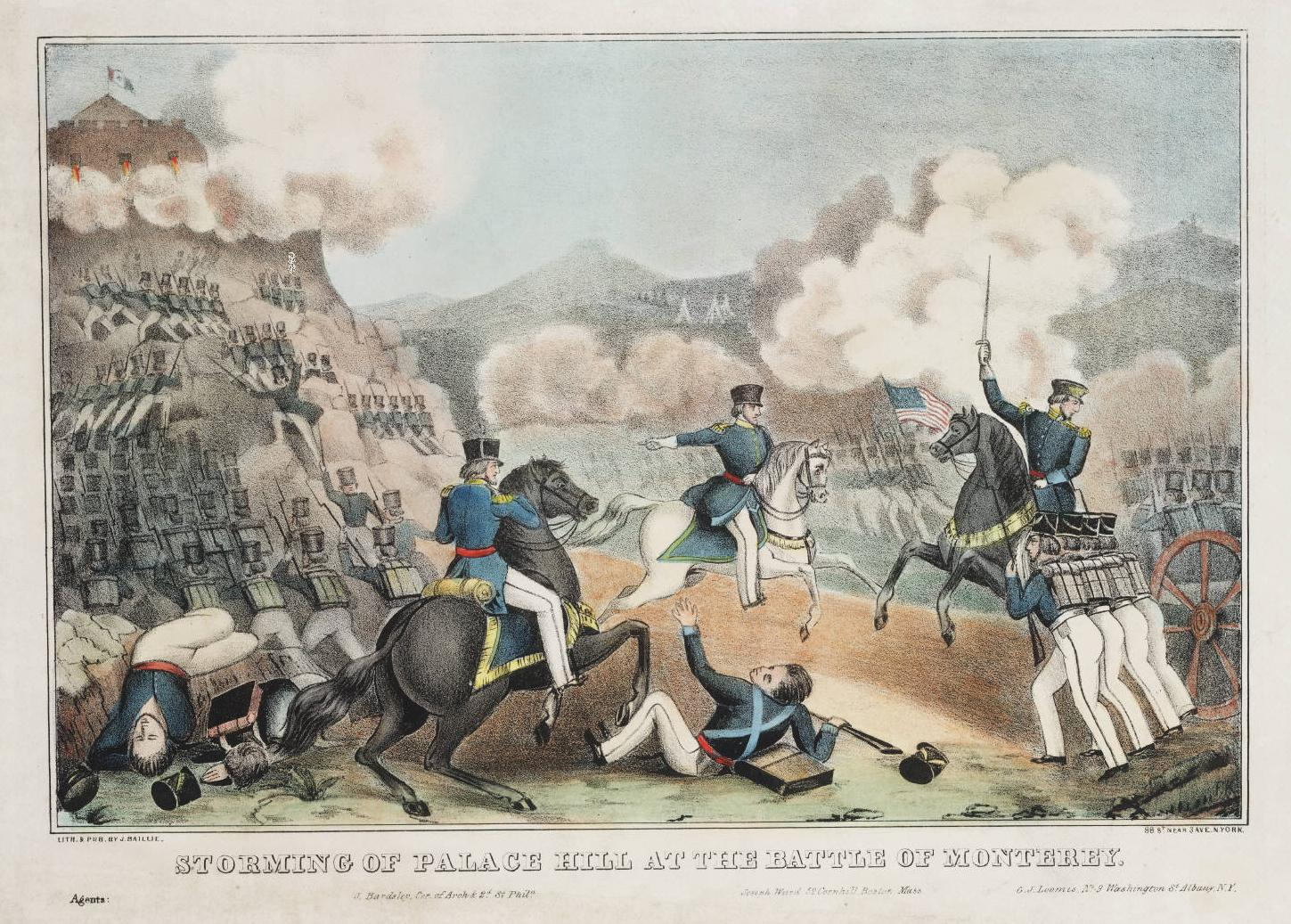
Darstellung der Kämpfe um Monterrey

- 21. September: Während des Mexikanisch-Amerikanischen Krieges beginnt die bis zum 24. September dauernde Schlacht von Monterrey. Der mexikanische Befehlshaber Pedro de Ampudia übergibt die Stadt und Festung Monterrey schließlich an General Zachary Taylor.

#### Weitere Ereignisse in Nordamerika
- 31. Januar: Drei Orte schließen sich im US-Bundesstaat Wisconsin zur Stadt Milwaukee zusammen.

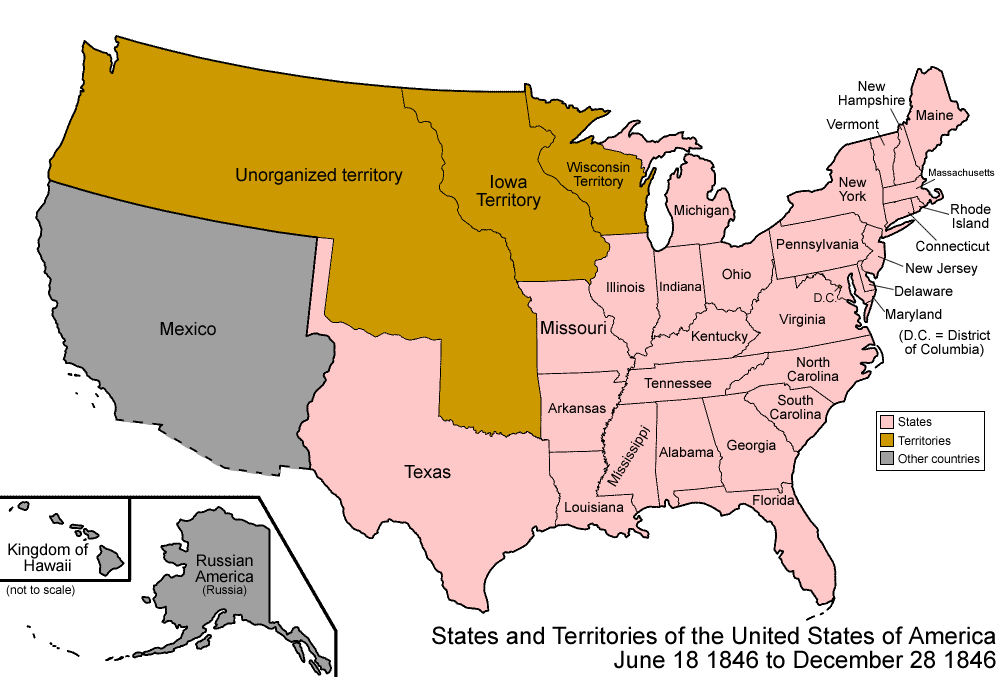
Vereinigte Staaten nach dem Oregon-Kompromiss

- 15. Juni: Der Oregon-Kompromiss zwischen Großbritannien und den Vereinigten Staaten schreibt den Grenzverlauf im Westen des amerikanischen Kontinents fest und beendet jahrelange Grenzstreitigkeiten. Er legt fest, dass der 49. Breitengrad die Grenze zwischen den Vereinigten Staaten und dem Vereinigten Königreich auf dem amerikanischen Festland markiert. Vancouver Island bildet eine Ausnahme, da es vollständig den Briten zugesprochen wird, obwohl es sich über den 49. Breitengrad hinunter nach Süden erstreckt. Das Gebiet südlich des 49. Breitengrades wird im Jahr 1848 als Oregon-Territorium Teil der Vereinigten Staaten.
- 8. August: Im US-Kongress wird der Wilmot Proviso eingebracht.
- 28. Dezember: Der südliche Teil des Iowa-Territoriums wird unter dem Namen Iowa als 29. Bundesstaat Mitglied der Vereinigten Staaten. Der nördliche Teil bleibt unorganisiert, nachdem ein erster Versuch, ein Minnesota-Territorium einzurichten, im Senat der Vereinigten Staaten gescheitert ist.

#### Südamerika
- 25. August: Mit dem Segelschiff Catalina erreichen die ersten deutschen Auswanderer das südamerikanische Land Chile.

#### Afrika
- Sudanesische Rebellen greifen britischen Kolonialposten in Khartum an.

#### Ozeanien
- 11. Januar: Der Flagstaff War in Neuseeland endet.

### Wirtschaft

#### Patente
- 21. März: Der Belgier Adolphe Sax erhält in Frankreich das Patent für das Saxophon.
- 10. September: Elias Howe erhält in den Vereinigten Staaten ein Patent auf seine Nähmaschine.

#### Unternehmensgründungen
- 11. März: Emil Keßler gründet in Stuttgart die Maschinenfabrik Esslingen.
- 17. November: In der Neugasse Nr. 7 in Jena eröffnet Carl Zeiss seine erste optische Werkstatt.

### Wissenschaft und Technik

#### Expeditionen

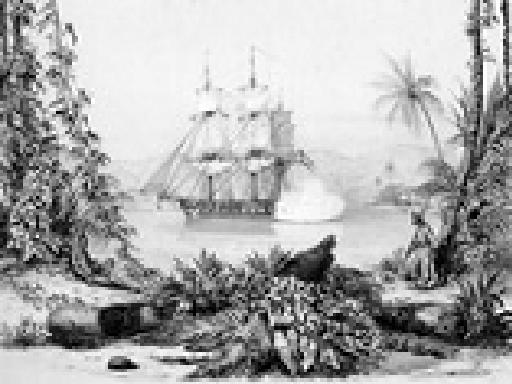
Die Galathea vor den Nikobaren (1846)

Den Januar verbringt die im Vorjahr von Kopenhagen abgereiste dänische Galathea-Expedition auf den nördlichen Nikobaren und den Februar auf den südlichen Nikobaren. Sie setzt anschließend ihre Reise nach Südostasien fort, läuft Penang, Singapur, Batavia und Manila an, bevor sie die chinesische Küste und Hongkong, Macau, Kanton, Amoy und Shanghai besucht. Der Versuch, in Japan vor Anker zu gehen, wird von den dortigen Behörden abgewiesen. Das Schiff überquert den Pazifischen Ozean, besucht am 5. Oktober die hawaiianischen Inseln und danach Tahiti, Valparaíso, Callao und Lima.

#### Astronomie
- 26. Februar: Der Däne Theodor Brorsen entdeckt einen Kometen mit kurzer Umlaufdauer in unserem Sonnensystem, der seinen Namen erhält. Der Komet wird letztmals im Jahre 1879 beobachtet.
- 23. September: Der Planet Neptun wird vom Deutschen Johann Gottfried Galle, dem Heinrich Louis d’Arrest assistiert, entdeckt. Es ist der erste Planet, der aufgrund mathematischer Berechnungen – hier durch Urbain Le Verrier – aufgespürt wird. Die Berliner Sternwarte erhält durch die Entdeckung weltweite Bekanntheit.
- 10. Oktober: William Lassell entdeckt Triton, den größten Mond des Planeten Neptun.

#### Medizin

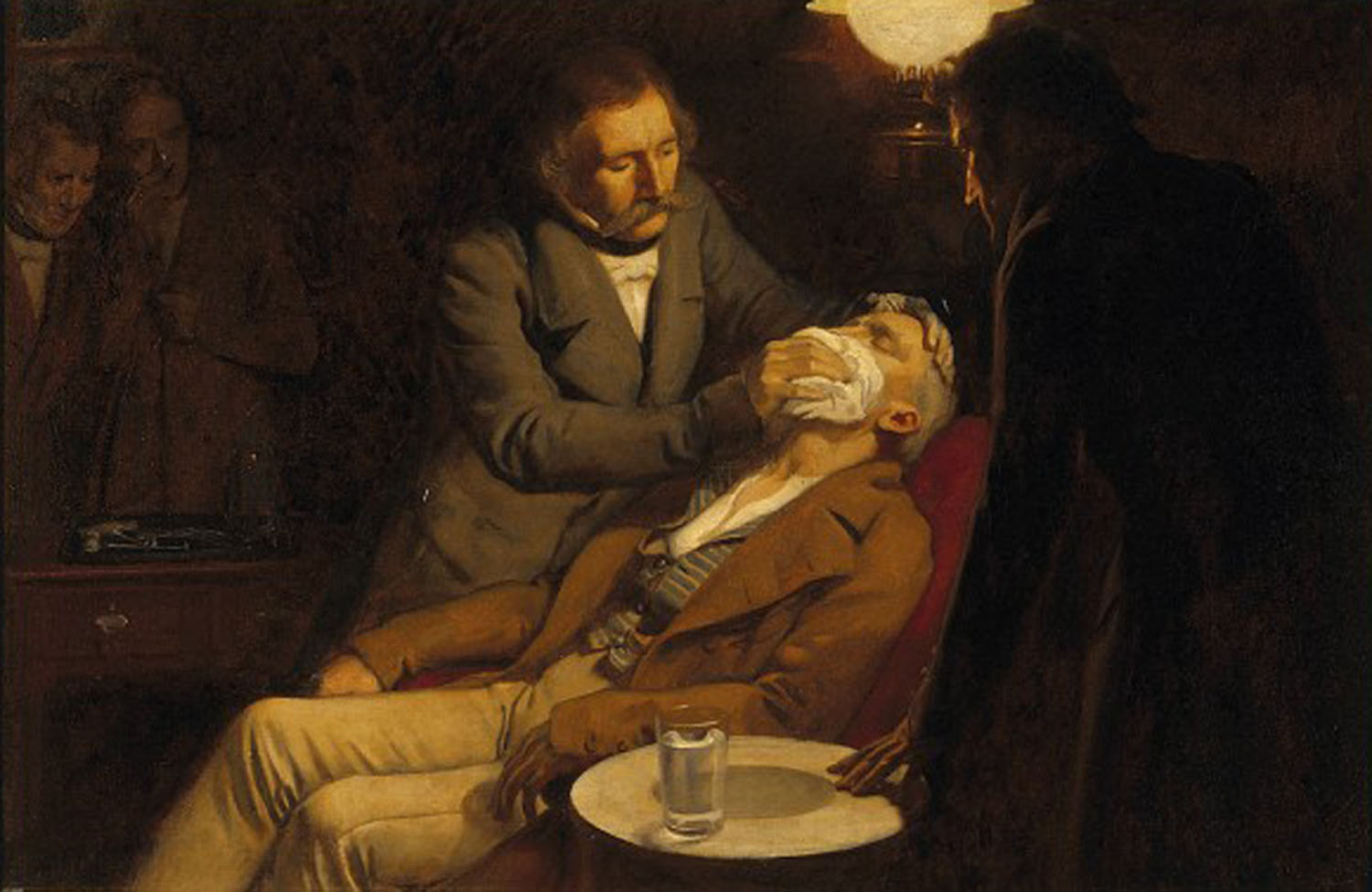
Der Zahnarzt William T. G. Morton beim Einsatz von Äther als Anästhetikum

- 30. September: William Thomas Green Morton gelingt die erste schmerzfreie Zahnextraktion unter Narkose an seinem Patienten Eben Frost.
- 16. Oktober: Erste öffentlich durchgeführte, erfolgreiche Narkose in der Chirurgie durch William Thomas Green Morton, Geburtsstunde der Anästhesie

#### Verkehr

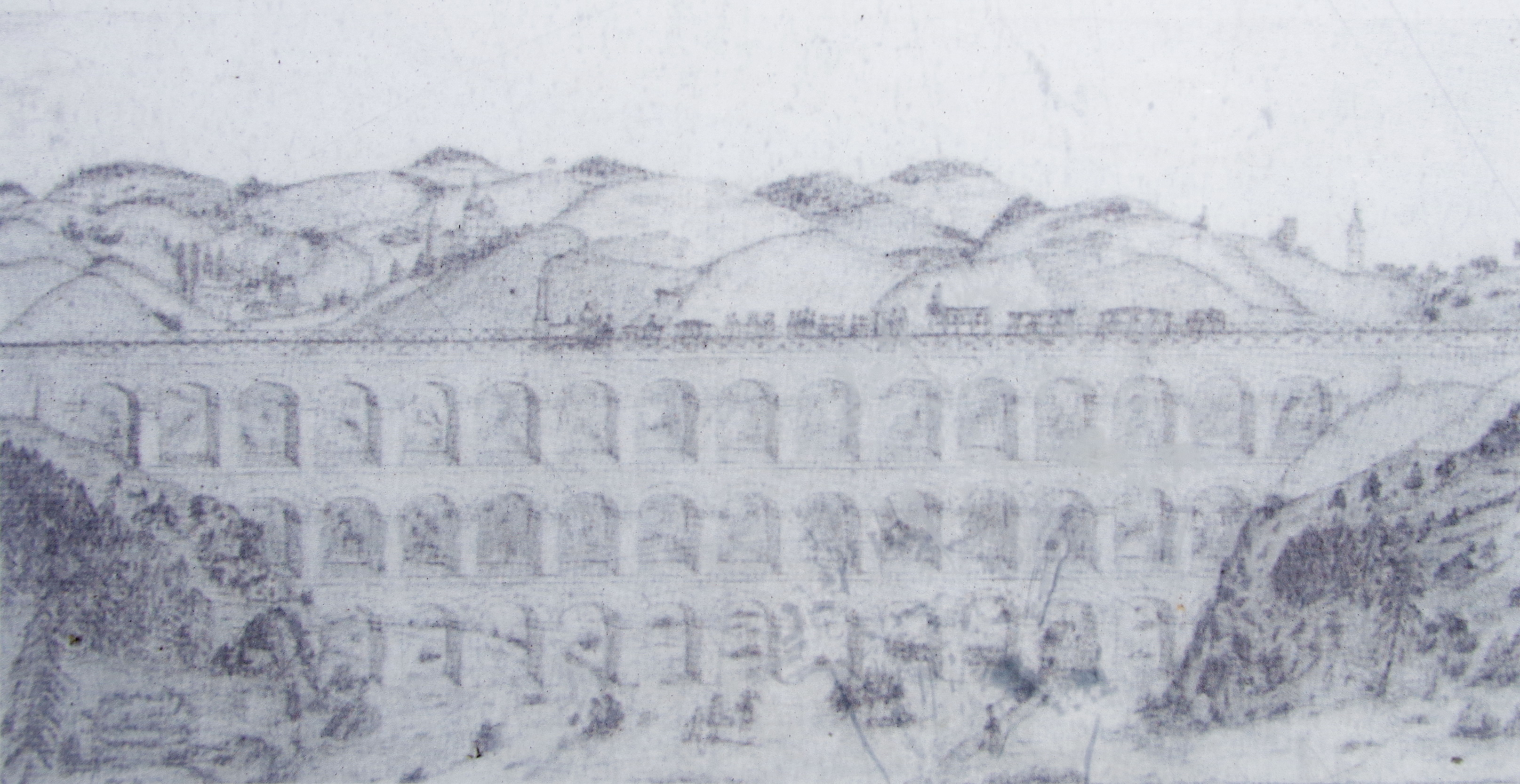
(Nicht verwirklichter) Entwurf der Göltzschtalbrücke von Wilhelm F. Götze

- 31. Mai: Im Vogtland wird der Grundstein für die von Johann Andreas Schubert entworfene Göltzschtalbrücke, die weltweit größte Ziegelsteinbrücke, gelegt. Nach Baubeginn muss die Planung geändert werden, da einige technische Schwierigkeiten auftauchen. Unter anderem ist der vorgefundene Baugrund im Tal nicht so fest wie vorher angenommen, weshalb die ursprünglich geplanten gleichmäßigen Bögen nach einem Entwurf von Oberingenieur Robert Wilke durch einen mittigen und wesentlich größeren Bogen ersetzt werden.
- 15. Oktober: Die Bahnstrecke zwischen Berlin und Boizenburg wird dem Betrieb übergeben. Bis zum 15. Dezember wird die Strecke bis Bergedorf weitergebaut, wo sie mit der bereits bestehenden Hamburg-Bergedorfer Eisenbahn zur Bahnstrecke Berlin–Hamburg verbunden wird.
- Der Belosersker Kanal in Nordrussland wird fertiggestellt.

#### Sonstiges
- 16. Mai: Gründungstag Akademischer Verein Hütte e. V. in Berlin
- 27. Juli: August Kramer präsentiert in Nordhausen auf einer Versuchsstrecke einen von ihm entwickelten Zeigertelegrafen.
- September: Gründung der École française d’Athènes in Athen
- Die Schießbaumwolle wird von Christian Friedrich Schönbein entdeckt.

### Kultur

#### Bildende Kunst

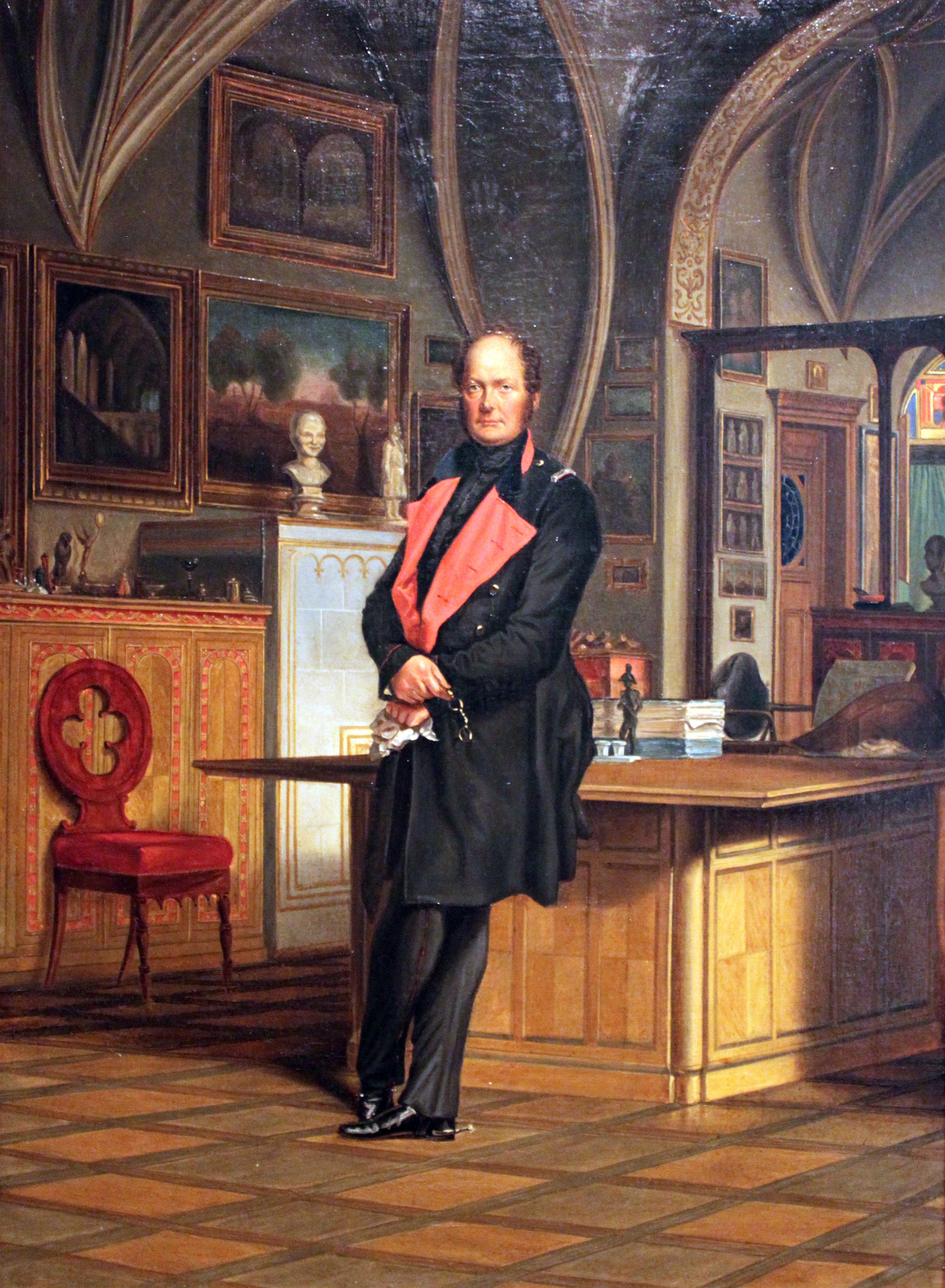
Friedrich Wilhelm IV. in seinem Arbeitszimmer

- Franz Krüger malt Friedrich Wilhelm IV. in seinem Arbeitszimmer.

#### Musik und Theater
- 3. Februar: Die Uraufführung der komischen Oper Les mousquetaires de la reine von Fromental Halévy erfolgt an der Opéra-Comique in Paris.
- 13. März: Am Königsberger Stadttheater wird die Tragödie Maria Magdalena von Friedrich Hebbel uraufgeführt. Das Werk gilt als das letzte bürgerliche Trauerspiel.

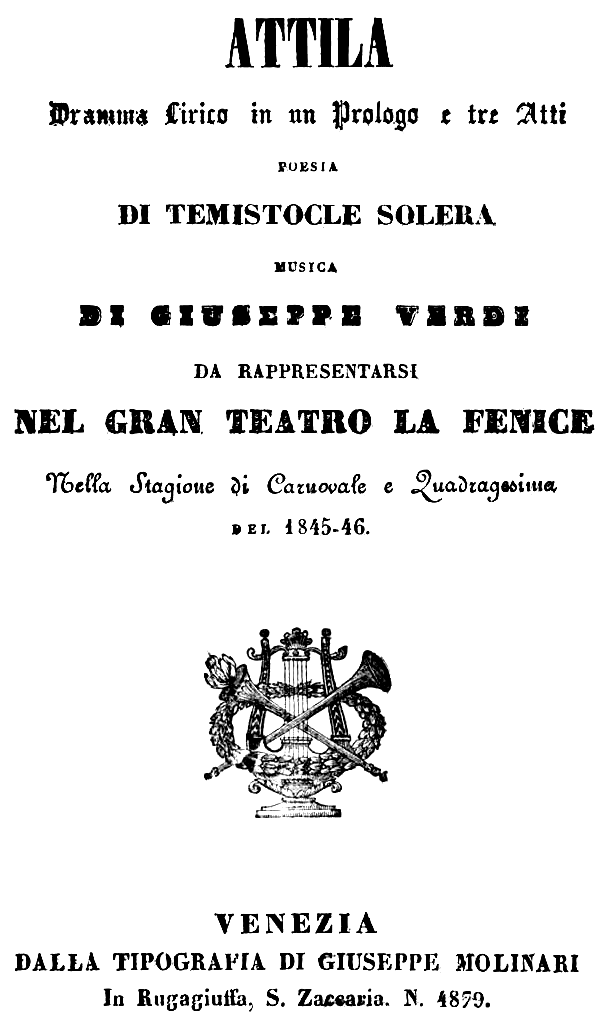
Attila, Titelblatt des Librettos, Venedig 1845

- 17. März: Die Uraufführung der Oper Attila von Giuseppe Verdi erfolgt am Teatro La Fenice in Venedig und erhöht die Popularität des Komponisten. Das Libretto von Temistocle Solera, vollendet von Francesco Maria Piave, basiert auf der romantischen Tragödie Attila, König der Hunnen von Zacharias Werner.
- 28. März: Die Uraufführung der Oper Ljubav i zloba (Liebe und Bosheit), der ersten Oper von Vatroslav Lisinski und zugleich der ersten kroatischen Oper überhaupt findet in Zagreb statt.
- 15. Mai: Uraufführung der Oper Le Trompette de M. le Prince von François Bazin an der Opéra-Comique in Paris
- 29. Juni: Uraufführung der Oper L’Âme en peine von Friedrich von Flotow an der Grand Opéra Paris
- 26. August: Uraufführung der Oper Lichtenstein von Peter Joseph von Lindpaintner in Stuttgart

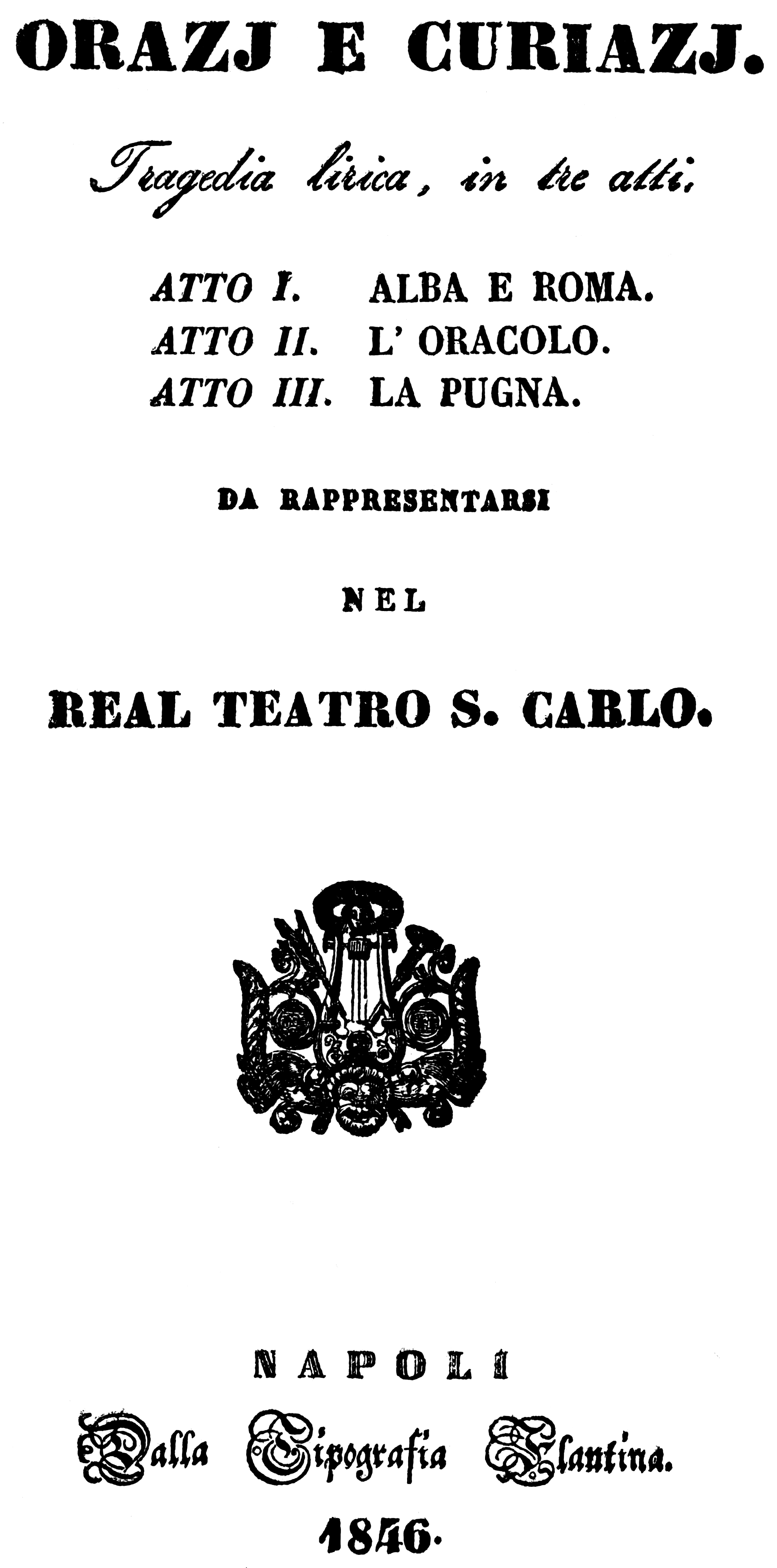
Titelblatt des Librettos

- 10. November: Am Teatro San Carlo in Neapel erfolgt die erfolgreiche Uraufführung der Oper Orazi e Curiazi von Saverio Mercadante. Das Libretto stammt von Salvadore Cammarano und basiert auf der Tragödie Horace von Pierre Corneille.
- 16. November: Uraufführung der romantischen Oper Die Hochländerin am Kaukasus von Conradin Kreutzer in Hamburg
- 6. Dezember: An der Opéra-Comique in Paris erfolgt die konzertante Uraufführung der „dramatischen Legende“ La damnation de Faust (Fausts Verdammnis) von Hector Berlioz nach Goethes Faust I. Die szenische Uraufführung erfolgt erst 1893.
- 26. Dezember: Die englische Artistenfamilie Hanlon Brothers feiert im Adelphi Theatre in London mit dem Stück The Celebrated Entortilationists ihr Debüt.

### Gesellschaft
- 21. Oktober: Gründung der sorbischen Studentenvereinigung Serbowka

### Religion
- 16. Juni: Kardinal Giovanni Maria Mastai-Ferretti wird nach einem zweitägigen Konklave zum Papst gewählt und nimmt den Namen Pius IX. an. Die Wahl markiert den Beginn des längsten Pontifikats in der Geschichte des Papsttums.
- 19. August: Die Gründungsversammlung der Weltweiten Evangelischen Allianz beginnt in London. Bis zum 1. September arbeiten 921 Christen aus zwölf Nationen und 52 reformatorischen Kirchen an der Schaffung eines internationalen Netzwerks aus nationalen und regionalen Allianzen evangelischer Christen.

### Katastrophen
- Große Hungersnot in Irland: In Irland stürzt die 2. Missernte bei Kartoffeln und auch bei Hafer und Weizen große Teile der Bevölkerung in Not und Elend.
- Der Ausbruch des Fonualei im Norden des pazifischen Inselstaates Tonga führt zu Klimaveränderungen mit kaltem Sommer in ganz Mitteleuropa. Im Westerwald fällt im August Schnee.

### Sport
- 4. Januar: Gründungsversammlung „Einladung an alle Turnfreunde Mannheim’s“ zur Gründung des Turn und Sport Vereins Mannheim heute TSV Mannheim v. 1846 e. V.
- 19. Juni: In Hoboken wird das erste Baseball-Spiel nach den kurz zuvor entwickelten und überwiegend noch heute gültigen Regeln ausgetragen.
- 14. August: Gründung der Turngemeinde Heidenheim, aus der der heutige Heidenheimer SB sowie der 2007 abgespaltene 1. FC Heidenheim hervorgeht.
- 1. Oktober: Der Barmer TV 1846 Wuppertal wird gegründet.

## Geboren

### Januar/Februar
- 03. Januar: Saturnin Arloing, französischer Tierarzt, Infektiologe und Professor für Anatomie und Physiologie († 1911)
- 03. Januar: Franklin Murphy, US-amerikanischer Politiker († 1920)
- 04. Januar: Jan Karafiát, tschechischer Pfarrer der Böhmischen evangelischen Bruderkirche und Schriftsteller († 1929)
- 05. Januar: Mirjam von Abellin, palästinensische Unbeschuhte Karmelitin, Mystikerin und Heilige († 1878)

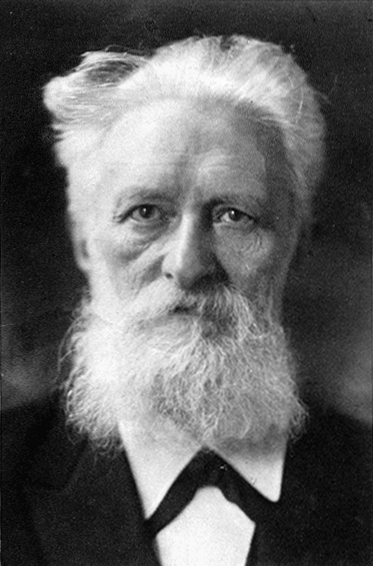
Rudolf Eucken

- 05. Januar: Rudolf Eucken, deutscher Philosoph und Literaturnobelpreisträger († 1926)
- 08. Januar: William Wallace Gilchrist senior, US-amerikanischer Komponist († 1916)
- 12. Januar: Louis Billot, französischer Theologe und Kardinal († 1931)
- 12. Januar: Hermann Meyer, deutscher Spirituosen-Fabrikant († 1913)
- 14. Januar: William Henry Andrews, US-amerikanischer Politiker († 1919)
- 14. Januar: Witold Pruszkowski, polnischer Maler († 1896)
- 15. Januar: Karl Rudolf Karrasz, rumäniendeutscher Komponist, Pianist und Musikpädagoge († 1912)
- 17. Januar: Donald M. Dickinson, US-amerikanischer Politiker († 1917)
- 17. Januar: Ottmar von Mohl, deutscher Diplomat und Regierungsberater in Japan († 1922)
- 21. Januar: Nathaniel Harris, amerikanischer Politiker, Gouverneur von Georgia († 1929)
- 21. Januar: Albert Lavignac, französischer Musikwissenschaftler und Komponist († 1916)
- 22. Januar: Oscar Oldberg, US-amerikanischer Pharmakologe († 1913)
- 23. Januar: Theodor Alt, deutscher Maler († 1937)
- 30. Januar: Ángela de la Cruz, spanische Ordensgründerin († 1932)
- 30. Januar: Francis Herbert Bradley, englischer Philosoph († 1924)
- 30. Januar: Max Fürbringer, deutscher Anatom, Ornithologe und Mediziner († 1920)
- 30. Januar: Jeanne Schmahl, französische Feministin († 1915)
- 01. Februar: Granville Stanley Hall, US-amerikanischer Psychologe († 1924)
- 02. Februar: Wilhelm Steinhausen, deutscher Maler († 1924)
- 03. Februar: Judson Harmon, US-amerikanischer Politiker († 1927)
- 05. Februar: Johann Most, deutscher Politiker, später Anarchist († 1906)
- 05. Februar: Julius von Soden, deutscher Politiker und Gouverneur von Kamerun († 1921)
- 06. Februar: Karl Haider, deutscher Maler († 1912)
- 07. Februar: Wladimir Jegorowitsch Makowski, russischer Maler († 1920)
- 08. Februar: Franz Arnfelser, österreichischer Komponist († 1898)
- 09. Februar: Leopold von Bayern, deutscher Generalfeldmarschall († 1930)

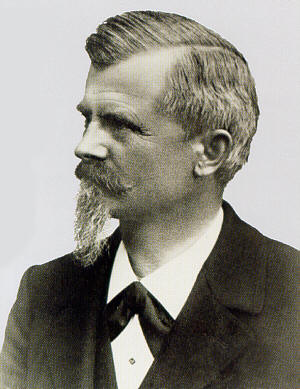
Wilhelm Maybach, um 1900

- 09. Februar: Wilhelm Maybach, deutscher Autokonstrukteur und Unternehmer († 1929)
- 10. Februar: Charles William de la Poer Beresford, britischer Admiral († 1919)
- 11. Februar: Otto Hetzer, deutscher Erfinder und Unternehmer, Begründer des Holzleimbaus († 1911)
- 12. Februar: Giuseppe Buonamici, italienischer Komponist († 1914)
- 13. Februar: Fritz Schider, deutscher Maler und Radierer († 1907)
- 13. Februar: Konrad Koch, deutscher Pädagoge und Fußballpionier († 1911)
- 14. Februar: Cecil De Vere, englischer Schachmeister († 1875)
- 19. Februar: Franz Adickes, deutscher Politiker († 1915)
- 21. Februar: Svatopluk Čech, tschechischer Journalist, Schriftsteller und Dichter († 1908)
- 22. Februar: Ella Adaïewsky, russische Pianistin und Komponistin († 1926)
- 22. Februar: Erwin von Bary, deutscher Arzt und Afrikareisender († 1877)
- 24. Februar: Otto Lessing, deutscher Bildhauer († 1912)
- 25. Februar: Ange Flégier, französischer Komponist, Musikkritiker, Maler und Schriftsteller († 1927)
- 26. Februar: William Frederick Cody, US-amerikanischer Büffeljäger und Schausteller († 1917)
- 27. Februar: Franz Mehring, deutscher Publizist, Politiker und Historiker († 1919)
- 27. Februar: Simon Bamberger, deutsch-amerikanischer Unternehmer und Politiker († 1926)

### März/April
- 01. März: Josef Aigner, deutscher Kaufmann und Politiker († 1907)

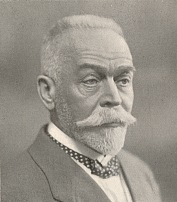
Emil Pfeiffer

- 01. März: Emil Pfeiffer: deutscher Arzt, Beschreibung des Pfeiffer-Drüsenfiebers († 1921)
- 02. März: Teresa Manetti, katholische Ordensgründerin († 1910)
- 02. März: Marie Roze, französische Opernsängerin († 1926)
- 04. März: Elise von Wolfersdorff, deutsche Schriftstellerin († 1921)
- 07. März: Karl Verner, dänischer Sprachwissenschaftler († 1896)
- 08. März: Anna Magdalena Appel, deutsche Balletttänzerin und Großherzogin († 1917)
- 09. März: Emil Warburg, deutscher Physiker († 1931)
- 10. März: Alfred Philippe Roll, französischer Maler († 1919)
- 13. März: Emil Hundrieser, deutscher Bildhauer († 1911)
- 14. März: Bertha von Brukenthal, österreichische Komponistin († 1908)
- 16. März: Magnus Gösta Mittag-Leffler, schwedischer Mathematiker († 1927)
- 17. März: Kate Greenaway, englische Aquarellmalerin und Illustratorin von Kinderbüchern († 1901)
- 18. März: Kicking Bear, indianischer Häuptling und Medizinmann der Oglala-(Minneconjou)-Lakota-Sioux († 1904)
- 19. März: Albert Mauritz Atterberg, schwedischer Chemiker und Bodenmechaniker († 1916)
- 20. März: Augusta Bender, deutsche Frauenrechtlerin, Schriftstellerin († 1924)
- 20. März: Rudolf Hirzel, deutscher Altphilologe († 1917)
- 22. März: Randolph Caldecott, britischer Illustrator († 1886)
- 24. März: George Theodore Werts, US-amerikanischer Politiker († 1910)
- 25. März: Helen Zimmern, englische Schriftstellerin († 1934)
- 27. März: Otto Heinrich Gustav von Wendt, deutscher Rechtswissenschaftler († 1911)
- 28. März: Heinrich XXII., Fürst Reuß zu Greiz († 1902)
- 29. März: Otto Mayer, deutscher Jurist und Verwaltungsrechtswissenschaftler († 1924)
- 01. April: Bertha von Tarnóczy, österreichische Malerin und Kunstpädagogin († 1936)
- 03. April: Benjamin Daydon Jackson, englischer Botaniker († 1927)
- 04. April: Comte de Lautréamont, französischer Schriftsteller († 1870)
- 04. April: Raoul Pictet, Schweizer Physiker († 1929)
- 05. April: Michael Georg Conrad, deutscher Schriftsteller des Naturalismus († 1927)
- 05. April: Henry Wellesley, 3. Duke of Wellington, britischer Adeliger und Offizier († 1900)
- 07. April: Franz Ries, deutscher Violinist, Komponist und Musikalienhändler († 1932)
- 10. April: Ambrosius Rosenmund, Schweizer Chemiker, Textilunternehmer und Politiker († 1896)
- 13. April: Poul la Cour, dänischer Meteorologe und Windenergieanlagenpionier († 1908)
- 13. April: Rosa Herzfeld-Link, deutsche Schauspielerin († 1900)
- 14. April: Friedrich Carl Andreas, deutscher Iranist und Orientalist († 1930)
- 18. April: Wilhelm Fischer, österreichischer Schriftsteller († 1932)
- 19. April: Ignaz Auer, deutscher Politiker († 1907)
- 19. April: Luis Jorge Fontana, argentinischer Militär, Politiker, Naturforscher und Schriftsteller († 1920)
- 20. April: Alexandre Alberto da Rocha de Serpa Pinto, portugiesischer Afrikaforscher († 1900)
- 22. April: Ernest Combe, französisch-schweizerischer Geistlicher und Hochschullehrer († 1900)
- 24. April: Marcus Clarke, australischer Schriftsteller († 1881)
- 25. April: Max Buchner, deutscher Forschungsreisender († 1921)
- 28. April: Oskar Backlund, schwedisch-russischer Astronom († 1916)
- 28. April: Frank Hatton, US-amerikanischer Politiker († 1894)
- 29. April: Henry Schradieck, deutscher Komponist, Geiger und Musikpädagoge († 1918)
- 30. April: Carl Piutti, deutscher Komponist († 1902)

### Mai/Juni
- 02. Mai: Louis Leitz, deutscher Erfinder und Unternehmer († 1918)
- 02. Mai: Zygmunt Noskowski, polnischer Komponist († 1909)
- 03. Mai: Viktor Holtz, deutscher Pädagoge († 1919)
- 04. Mai: Émile Gallé, Kunsthandwerker und Designer († 1904)
- 04. Mai: Louise Koppe, französische Feministin und Gründerin der Maisons maternelles († 1900)
- 05. Mai: Henryk Sienkiewicz, polnischer Schriftsteller und Nobelpreisträger († 1916)
- 05. Mai: Lars Magnus Ericsson, schwedischer Erfinder und der Gründer der Firma Ericsson († 1926)
- 06. Mai: Hermann Arnold, deutscher Maler († 1896)
- 09. Mai: Nikolai Feopemptowitsch Solowjow, russischer Komponist und Musikpädagoge († 1916)
- 14. Mai: Ernst Herter, deutscher Bildhauer und Medailleur († 1917)
- 16. Mai: Ottomar Anschütz, deutscher Fotograf, Pionier der Fototechnik († 1907)
- 17. Mai: Amand von Schweiger-Lerchenfeld, österreichischer Reisender, Schriftsteller und Offizier († 1910)
- 18. Mai: Laura von Oelbermann, deutsche Stifterin und Spenderin († 1929)
- 18. Mai: Max von Krosigk, preußischer Generalmajor († 1919)
- 20. Mai: Carl Börger, deutscher Orgelbauer († 1917)
- 20. Mai: Alexander von Kluck, preußischer Infanteriegeneral und Oberbefehlshaber († 1934)
- 21. Mai: Luc-Olivier Merson, französischer Maler und Illustrator († 1920)
- 25. Mai: Naim Frashëri, albanischer Schriftsteller († 1900)
- 29. Mai: Albert Apponyi von Nagy-Apponyi, ungarischer Aristokrat und Politiker († 1933)

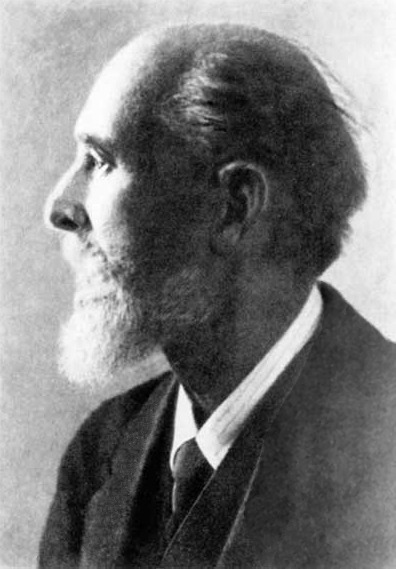
Carl Peter Fabergé

- 30. Mai: Carl Peter Fabergé, russischer Goldschmied und Juwelier († 1920)
- 30. Mai: Paul Ziller, deutscher Architekt († 1931)
- 01. Juni: Heinrich von Salisch, deutscher Forstmann, Gutsherr und Politiker († 1920)
- 04. Juni: Josef Sittard, deutscher Musikpädagoge und Musikwissenschaftler († 1903)
- 08. Juni: Lucien Baker, US-amerikanischer Politiker († 1907)
- 10. Juni: Henry B. Quinby, US-amerikanischer Politiker († 1924)
- 11. Juni: Karl Wegener, deutscher Eisenbahn-Ingenieur, Baumeister, Architekt und Unternehmer sowie Vereins- und Verbandsfunktionär († 1914)
- 13. Juni: Frederic Woodman Root, US-amerikanischer Komponist und Musikpädagoge († 1916)
- 19. Juni: Antonio Abetti, italienischer Astronom († 1928)
- 25. Juni: LeBaron Bradford Colt, US-amerikanischer Politiker und Jurist († 1924)
- 27. Juni: Charles Stewart Parnell, irischer Politiker († 1891)
- 27. Juni: Martin Philippson, deutscher Historiker († 1916)
- 28. Juni: Otto Piltz, deutscher Maler († 1910)
- 29. Juni: Oskar Rieding, deutscher Violinist, Musikpädagoge und Komponist († 1916)

### Juli/August
- 01. Juli: Ludwig von Sybel, deutscher Altphilologe, Archäologe und Kunsthistoriker († 1929)
- 02. Juli: Ferdinand Becker, deutscher Maler von Heiligenbildnissen und Märchenszenen († 1877)
- 02. Juli: Paul von Bruns, deutscher Chirurg († 1916)
- 05. Juli: Joseph B. Foraker, US-amerikanischer Politiker († 1917)
- 06. Juli: Eduard Gustav Adolf von Bonin, Gutsbesitzer und preußischer Politiker († 1934)
- 07. Juli: Percival W. Clement, US-amerikanischer Politiker († 1927)
- 08. Juli: Clotilde von Sachsen-Coburg und Gotha, Erzherzogin von Österreich († 1927)
- 09. Juli: Augusto Silj, römisch-katholischer Kardinal († 1926)
- 10. Juli: Elisabeth Förster-Nietzsche, Schwester des Philosophen Friedrich Nietzsche († 1935)
- 11. Juli: Léon Bloy, französischer Schriftsteller († 1917)
- 12. Juli: Hermann Baisch, deutscher Maler († 1894)
- 15. Juli: Adolf Arye Schwarz, österreichisch-ungarischer Rabbiner und Publizist († 1931)
- 16. Juli: Friedrich Paulsen, deutscher Pädagoge und Kant-Forscher († 1908)
- 17. Juli: Nicolai Miklouho-Maclay, russischer Künstler, Humanist, Anthropologe und Biologe († 1888)
- 17. Juli: Tokugawa Iemochi, 14. Shōgun der Edo-Zeit in Japan († 1866)
- 19. Juli: Edward Charles Pickering, US-amerikanischer Astronom und Physiker († 1919)
- 22. Juli: Alexander von Wurzbach, österreichischer Beamter und Historiker († 1915)
- 22. Juli: Anton Ohorn, deutscher Dichter und Schriftsteller († 1924)
- 23. Juli: Giuseppe Francica-Nava de Bontifè, Erzbischof von Catania und Kardinal († 1928)
- 24. Juli: Rudolf Hirth du Frênes, deutscher Maler († 1916)
- 26. Juli: Hermann Bamberg, deutscher Kaufmann und Politiker († 1928)
- 26. Juli: Texas Jack Omohundro, US-amerikanischer Cowboy, Scout und Schauspieler († 1880)
- 29. Juli: Isabella von Brasilien, letzte Kronprinzessin von Brasilien († 1921)
- 29. Juli: Sophie Menter, deutsche Pianistin († 1918)
- 29. Juli: Samuel Oettli, Schweizer evangelischer Geistlicher und Hochschullehrer († 1911)
- 01. August: Brasílio Itiberê da Cunha, brasilianischer Komponist und Diplomat († 1913)
- 01. August: Max Wiese, deutscher Bildhauer und Professor († 1925)
- 02. August: George P. Wetmore, US-amerikanischer Politiker († 1921)
- 03. August: Domingo Vásquez, Präsident von Honduras († 1909)
- 05. August: João Gomez de Araújo, brasilianischer Komponist († 1943)
- 06. August: Louis Lépine, französischer Polizist und Politiker († 1933)
- 07. August: Hermann Paul, deutscher Germanist und Sprachwissenschaftler († 1921)
- 08. August: Frank Brown, US-amerikanischer Politiker († 1920)
- 08. August: Hans Leo von Oppell, sächsischer Kammerherr, Rittmeister und Gutsbesitzer († 1915)
- 08. August: Élisabeth Renaud, französische Feministin († 1932)
- 11. August: Oscar Wilhelm Stübel, deutscher Diplomat († 1921)
- 12. August: Ludwig Jeep, deutscher Altphilologe († 1911)
- 12. August: Rudolf Rieck, deutscher Fabrikant und Politiker († 1924)
- 14. August: Hermann Viehweger, deutscher Architekt († 1922)
- 15. August: Albert J. Hopkins, US-amerikanischer Politiker († 1922)
- 19. August: Luis Martín García, spanischer Ordensgeistlicher, 24. General des Jesuitenordens († 1906)
- 21. August: Étienne Bazeries, französischer Offizier († 1931)
- 21. August: Jakob Heilmann, deutscher Bauunternehmer († 1927)
- 24. August: Antoine Taudou, französischer Musikpädagoge, Violinist und Komponist († 1925)
- 25. August: John Randolph Thornton, US-amerikanischer Politiker († 1917)
- 27. August: Bruno Adam, deutscher Architekt und Baumeister († 1918)
- 30. August: Marie-Rose Astié de Valsayre, französische Musikerin und Feministin († 1915)

### September/Oktober
- 02. September: Paul Déroulède, französischer Autor und Politiker († 1914)
- 04. September: Daniel Hudson Burnham, US-amerikanischer Stadtplaner und Architekt († 1912)
- 04. September: Hans Zötl, Landesgerichtsrat, gilt als Vater der oberösterreichischen Landeshymne († 1938)
- 04. September: Wilhelm Küchler, deutscher Politiker († 1900)
- 13. September: Richard Kiepert, deutscher Geograph und Kartograph († 1915)
- 15. September: Georg Oskar Immanuel von Hase, deutscher Verleger und Buchhändler († 1921)
- 16. September: Seth Carlo Chandler, US-amerikanischer Astronom († 1913)
- 18. September: Richard With, norwegischer Kapitän und der Gründer der Hurtigruten Postschiff-Linie († 1930)
- 22. September: Karl Liebhardt, württembergischer Hoffotograf († 1916)
- 23. September: Eugen Brandeis, deutscher Ingenieur und Kolonialbeamter († 1930)
- 24. September: Carl Ruge, deutscher Pathologe († 1926)
- 27. September: Ambros Opitz, österreichischer katholischer Theologe († 1907)
- 29. September: Arnold Neher, Schweizer Landschaftsgärtner und Bühnenautor († 1906)
- 30. September: Carl Schuch, österreichischer Maler († 1903)
- 01. Oktober: Albert Mosse, deutscher Jurist und Rechtsberater der Meiji-Regierung in Japan († 1925)
- 05. Oktober: Francis Aidan Gasquet, britischer Kardinal der römisch-katholischen Kirche († 1929)
- 06. Oktober: George Westinghouse, US-amerikanischer Erfinder, Ingenieur und Großindustrieller († 1914)
- 07. Oktober: Wladimir Peter Köppen, deutscher Meteorologe, Klimatologe und Botaniker († 1940)
- 08. Oktober: Charles W. Lippitt, US-amerikanischer Politiker († 1924)
- 09. Oktober: Holger Drachmann, dänischer Dichter († 1908)
- 11. Oktober: Carlos Enrique José Pellegrini Bevans, argentinischer Präsident († 1906)
- 14. Oktober: Kasimir Felix Badeni, österreichischer Politiker († 1909)
- 15. Oktober: Platon Porezki, russischer Mathematiker, Astronom, Logiker und Philosoph († 1907)
- 18. Oktober: Sigmund Schuckert, deutscher Elektrotechniker und Gründer der Schuckertwerke († 1895)
- 20. Oktober: Wilhelm Hübbe-Schleiden, deutscher Forschungsreisender, Theosoph und Schriftsteller († 1916)
- 21. Oktober: Edmondo De Amicis, italienischer Autor († 1908)
- 21. Oktober: Coelestin Vivell, deutscher Benediktiner und Musikforscher († 1923)
- 23. Oktober: Christian August Peicke, deutscher Heimatforscher († 1939)
- 24. Oktober: Georg Adam Strohecker, deutscher Schauspieler († 1899)
- 28. Oktober: Auguste Escoffier, französischer Meisterkoch († 1935)
- 28. Oktober: Louis E. McComas, US-amerikanischer Politiker († 1907)
- 30. Oktober: Arnold Woldemar von Frege-Weltzien, deutsche Rittergutsbesitzer und Politiker († 1916)
- 30. Oktober: Louis-Alphonse-Victor de Broglie, französischer Aristokrat († 1906)

### November/Dezember
- 03. November: Ernst Koerner, deutscher Maler († 1927)
- 04. November: Gaston Serpette, französischer Komponist († 1904)
- 05. November: Joaquim Pimenta de Castro, portugiesischer General, Putschist und Regierungschef († 1918)
- 05. November: Edward Singleton Holden, US-amerikanischer Astronom († 1914)
- 07. November: Ignaz Brüll, österreichischer Komponist und Pianist († 1907)
- 11. November: Theodor Haarbeck, deutscher evangelischer Theologe († 1923)
- 11. November: Anna Katharine Rohlfs, US-amerikanische Schriftstellerin († 1935)
- 13. November: Karl von Arnim-Züsedom, deutscher Politiker († 1913)
- 13. November: Marco Aurelio Soto, Präsident von Honduras († 1908)
- 17. November: Georg von Schuh, deutscher Jurist und Politiker († 1918)
- 18. November: Aloys von Liechtenstein, österreichischer Politiker und Sozialreformer († 1920)
- 22. November: Ludwig Doll, deutscher evangelischer Pfarrer, Gründer eines Waisenhauses und der Neukirchener Mission († 1883)
- 22. November: Alfred Stern, deutsch-jüdischer Historiker († 1936)
- 23. November: Wilhelm Bader sen., deutscher Orgelbauer († 1927)
- 23. November: Ernst von Schuch, deutscher Dirigent († 1914)
- 29. November: Conrad Kiesel, deutscher Architekt, Maler und Bildhauer († 1921)
- 06. Dezember: Henryk Jarecki, polnischer Komponist, Dirigent und Musikpädagoge († 1918)
- 13. Dezember: Ernst von Mendelssohn-Bartholdy, deutscher Privatbankier († 1909)
- 14. Dezember: Emanuel Friedli, Schweizer Schriftsteller († 1939)
- 17. Dezember: Max von Hausen, sächsischer Offizier († 1922)
- 20. Dezember: Ernst von Hessen-Philippsthal, letzter Titular-Landgraf von Hessen-Philippsthal († 1925)
- 21. Dezember: Hermann Ahlwardt, deutscher Volksschullehrer und antisemitischer Agitator († 1914)
- 21. Dezember: Ferdinand Gustav Hans von Arnim, preußischer General († 1922)
- 27. Dezember: David Marston Clough, US-amerikanischer Politiker († 1924)
- 31. Dezember: Ferdinand Domela Nieuwenhuis, niederländischer Politiker († 1919)

### Genaues Geburtsdatum unbekannt
- Abdallahi ibn Muhammad, Kalif von Omdurman († 1899)
- August Einwald, deutscher Afrikareisender († 1933)
- Edward Farley, australischer Sänger († 1916)
- Boutros Ghali, ägyptischer Politiker († 1910)
- Maurice Vignaux, französischer Billardweltmeister und Fachbuchautor († 1916)

## Gestorben

### Januar bis April
- 06. Januar: August Heinrich Andreae, deutscher Architekt, Stadtbaumeister, Maler und Radierer (* 1804)
- 08. Januar: Georg Friedrich Puchta, deutscher Jurist (* 1798)
- 13. Januar: Hans Conrad Stadler, Schweizer Architekt (* 1788)
- 17. Januar: Hermann Ernst Endemann, deutscher Jurist (* 1796)
- 25. Januar: Charles Cutts, US-amerikanischer Politiker (* 1769)
- 28. Januar: Johann Friedrich Erdmann, deutscher Mediziner (* 1778)
- 03. Februar: Christiane Amalie, Erbprinzessin von Anhalt-Dessau (* 1774)
- 10. Februar: Robert Henry Dick, britischer Generalmajor (* 1785)

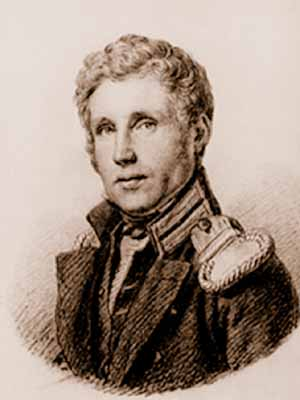
Otto von Kotzebue

- 15. Februar: Otto von Kotzebue, russischer Marineoffizier und Entdecker (* 1787)
- 20. Februar: Friedrich August Unger, deutscher evangelischer Geistlicher (* 1758)
- 21. Februar: Ninkō, japanischer Kaiser (* 1800)
- 23. Februar: Dudley Chase, US-amerikanischer Politiker (* 1771)
- 27. Februar: Edward Dembowski, polnischer Philosoph, Publizist und Revolutionär (* 1822)
- 02. März: Thomas Stockton, US-amerikanischer Politiker (* 1781)
- 03. März: François de Beauharnais, Adeliger (* 1756)
- 15. März: Elisabeth von Adlerflycht, Erfinderin des Rheinpanoramas (* 1775)

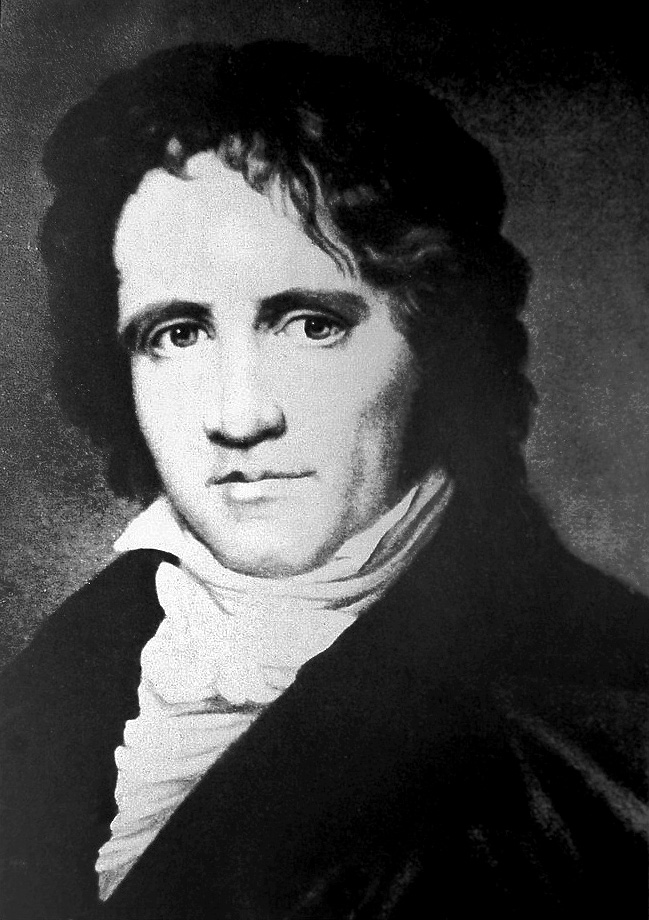
Friedrich Wilhelm Bessel

- 17. März: Friedrich Wilhelm Bessel, deutscher Astronom, Mathematiker und Geodät (* 1784)
- 18. März: John Miller, US-amerikanischer Politiker (* 1781)
- 16. April: Domenico Carlo Maria Dragonetti, italienischer Kontrabassist und Komponist (* 1763)
- 17. April: James Fenner, US-amerikanischer Politiker (* 1771)
- 24. April: Girolamo Crescentini, italienischer Sänger (Kastrat) und Komponist (* 1762)
- 25. April: Magdalena Margaretha Tischbein, deutsche Blumenmalerin (* 1763)
- 28. April: Friedrich von Schmauß, bayerischer Festungsbaumeister (* 1792)

### Mai bis August
- 03. Mai: Joseph Maull, US-amerikanischer Politiker (* 1781)
- 10. Mai: Anton Wilhelm Möller, deutscher evangelischer Geistlicher (* 1762)
- 25. Mai: Johann Melchior Mohr, Schweizer Politiker (* 1762)
- 30. Mai: Étienne Charles de Damas, französischer Chevalier, später Herzog von Damas-Crux (* 1754)
- 31. Mai: Philipp Konrad Marheineke, deutscher Theologe (* 1780)
- 01. Juni: Bartolomeo Alberto Cappellari, unter dem Namen Gregor XVI. Papst (* 1765)
- 02. Juni: Julius von den Brinken, deutscher Forstmann und polnischer Generalforstmeister (* 1789)
- 04. Juni: Friedrich Bernhard Gottfried Nicolai, deutscher Astronom (* 1793)
- 08. Juni: Rodolphe Töpffer, Schweizer Zeichner und Novellist (* 1799)
- 13. Juni: Karl Ferdinand Friedrich von Nagler, Generalpostdirektor des Norddeutschen Bundes (* 1770)
- 14. Juni: Ernst Wilhelm Ackermann, deutscher Theologe und Dichter (* 1821)
- 17. Juni: Jean-Gaspard Deburau, französischer Pantomime (* 1796)
- 04. Juli: Julius Albert, hannoverscher Berghauptmann und Erfinder des Drahtseils (* 1787)
- 25. Juli: Louis Bonaparte, Bruder Kaiser Napoleons I. (* 1778)
- 26. Juli: Paul Ackermann, französischer Sprachwissenschaftler und Schriftsteller (* 1812)
- 31. Juli: Bernhard Heine, deutscher Instrumentenmacher und Orthopädiepionier (* 1800)
- 01. August: Peter Ritter, deutscher Komponist, Kapellmeister und Cellist (* 1763)
- 02. August: George Howard, US-amerikanischer Politiker (* 1789)
- 03. August: Kaspar Maximilian von Droste-Vischering, deutscher römisch-katholischer Bischof (* 1770)
- 04. August: Mirza Abolhasan Khan Ilchi, persischer Schriftsteller, Botschafter und Außenminister (* 1776)
- 07. August: Christian Heinrich Rinck, deutscher Komponist (* 1770)
- 15. August: Emilie Reinbeck, deutsche Salonnière und Landschaftsmalerin (* 1794)
- 16. August: Sylvain-Charles Valée, General und Marschall von Frankreich (* 1773)
- 22. August: Ernst Wilhelm Bernhard Eiselen, deutscher Lehrer und Schriftsteller (* 1792)
- 23. August: Elias P. Seeley, US-amerikanischer Politiker (* 1791)

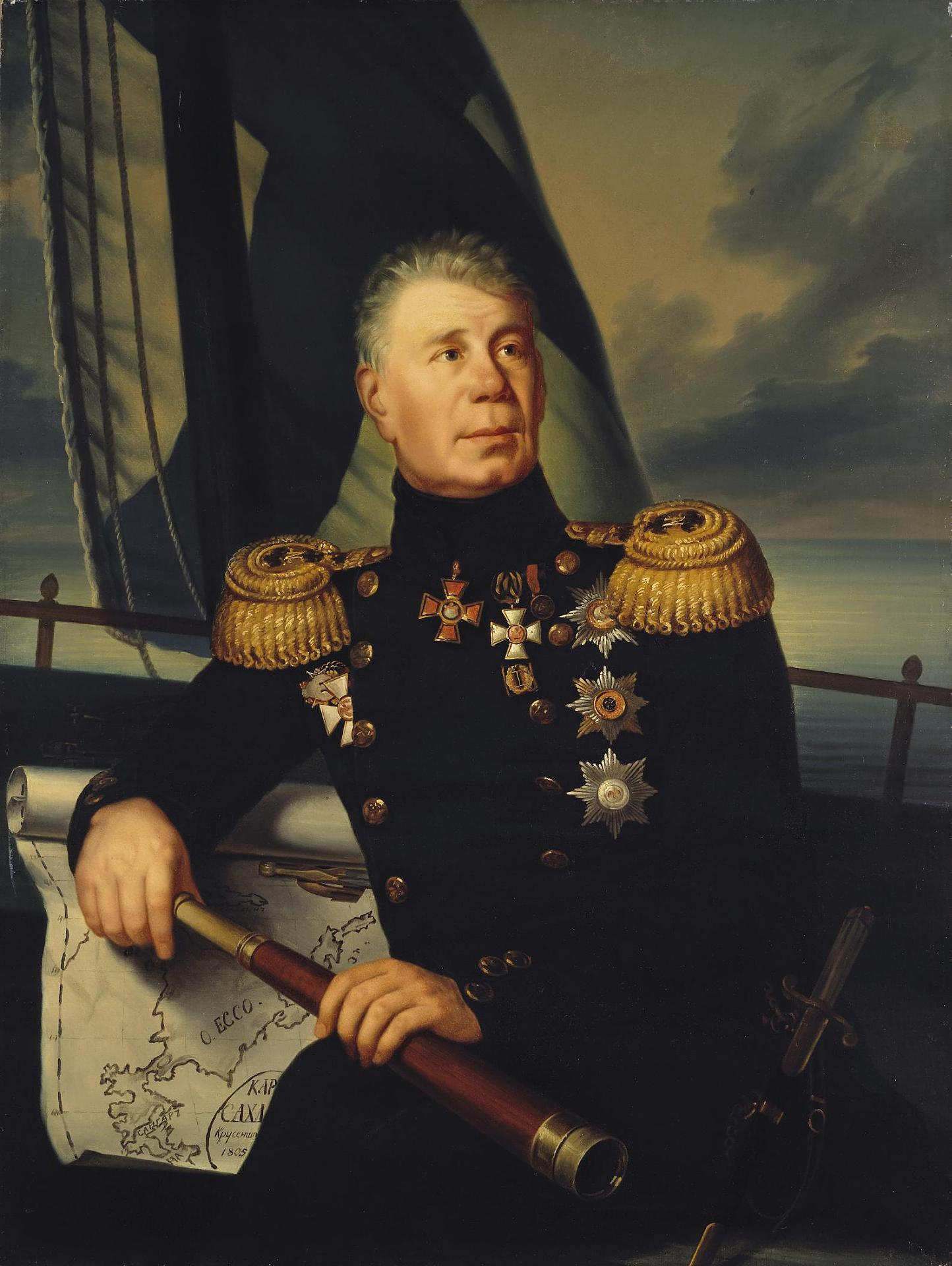
Adam Johann von Krusenstern

- 24. August: Adam Johann von Krusenstern, erster russischer Weltumsegler (* 1770)
- 25. August: Giuseppe Acerbi, italienischer Reisender und Naturforscher (* 1773)
- 25. August: Gabriel Lory der Jüngere, Schweizer Landschaftsmaler, Radierer und Aquarellist (* 1784)

### September bis Dezember
- 02. September: Daniel Rodney, US-amerikanischer Politiker (* 1764)
- 08. September: Friederike Leisching, deutsche Malerin und Zeichnerin (* 1767)
- 14. September: Jacques Dupré, US-amerikanischer Politiker (* 1773)
- 15. September: Samuel Foot, US-amerikanischer Politiker (* 1780)
- 16. September: Heinrich Menu von Minutoli, Schweizer Entdecker und Altertumsforscher (* 1772)
- 17. September: Antonio Dall’Occa, italienischer Kontrabassist (* 1763)
- 24. September: Andreas Londos, griechischer Freiheitskämpfer und Politiker (* 1786)
- 26. September: Thomas Clarkson, britischer Abolitionist (* 1760)
- 26. September: Franz Theremin, deutscher evangelischer Theologe (* 1780)
- 30. September: Wilhelm Adolf Becker, deutscher Archäologe und Historiker (* 1796)
- 19. Oktober: Niels Peter Jensen, dänischer Komponist und Flötenvirtuose (* 1802)
- 27. Oktober: Louis-Auguste-Victor de Ghaisnes de Bourmont, französischer General, Marschall von Frankreich (* 1773)
- 29. Oktober: Daniel-Alexandre Chavannes, Schweizer evangelischer Geistlicher, Politiker und Naturforscher (* 1765)
- 01. November: Franz Anton Ries, deutscher Violinist (* 1755)
- 02. November: Johann Philipp Bach, deutscher Musiker und Maler (* 1752)
- 02. November: Esaias Tegnér, schwedischer Lyriker (* 1782)
- 05. November: Graf Fjodor Iwanowitsch Tolstoi, russischer Armeeoffizier, berüchtigter Abenteurer und Duellant (* 1782)
- 12. November: William Findlay, US-amerikanischer Politiker (* 1768)
- 19. November: Karl Kajetan von Gaisruck, Erzbischof von Mailand, Kardinal (* 1769)
- 20. November: Matthias Ludwig Leithoff, deutscher Arzt (* 1778)
- 21. November: Johann Babor, Benediktiner und Hochschullehrer (* 1762)
- 23. November: James Evans, kanadischer Methodist und Linguist (* 1801)
- 25. November: Francisco Malespín, Präsident von El Salvador (* 1806)
- 29. November: Johann Clarisse, niederländischer reformierter Theologe (* 1770)
- 30. November: Friedrich List, deutscher Nationalökonom und Politiker (* 1789)
- 06. Dezember: Johann Ernst Carl Friedrich Avenarius, preußischer Landrat (* 1777)
- 12. Dezember: Charles-Alexandre Lesueur, französischer Naturforscher, Entdecker und Maler (* 1778)
- 22. Dezember: Jean Baptiste Bory de Saint-Vincent, französischer Naturforscher, Botaniker und Oberst (* 1780)
- 22. Dezember: Pierce Mason Butler, US-amerikanischer Politiker (* 1798)
- 29. Dezember: Alexander Barrow, US-amerikanischer Politiker (* 1801)

### Genaues Todesdatum unbekannt
- Francis Vyvyan Jago Arundell, britischer Geistlicher und Forschungsreisender (* 1780)
- Alexis Roger, französischer Komponist (* 1814)